# Woodstock (Ontario)
Woodstock es una ciudad canadiense situada en la provincia de Ontario.

## Superficie
Woodstock tiene una superficie de 56,46 km².

## Demografía
En 2021, tenía 46 705 habitantes, una densidad poblacional de 827,2 hab./km², y 19 528 viviendas.